# شانه‌لوله‌ای بی‌پا
شانه‌لوله‌ای بی‌پا (نام علمی: Platytroctes apus) نام یک گونه از تیره ماهیان کتف‌لوله‌ای است.